# Lucas Rodríguez Trezza
Lucas Rodríguez Trezza (Florida, 25 febbraio 1997) è un calciatore uruguaiano, centrocampista del Nacional in prestito dal Montevideo City Torque.

## Caratteristiche tecniche
È un esterno sinistro.

## Carriera
Cresciuto nel settore giovanile del Torque, ha esordito in prima squadra il 4 maggio 2019 disputando l'incontro di Segunda División Profesional vinto 2-0 contro l'Albion.